# Cantón de Laplume
El cantón de Laplume era una división administrativa francesa, que estaba situada en el departamento de Lot y Garona y la región de Aquitania.

## Composición
El cantón estaba formado por nueve comunas:
- Aubiac
- Brax
- Estillac
- Laplume
- Marmont-Pachas
- Moirax
- Roquefort
- Sainte-Colombe-en-Bruilhois
- Sérignac-sur-Garonne

## Supresión del cantón de Laplume
En aplicación del Decreto n.º 2014-257 de 26 de febrero de 2014, el cantón de Laplume fue suprimido el 22 de marzo de 2015 y sus 9 comunas pasaron a formar parte del nuevo cantón del Oeste de Agen.